# Крешо Беляк
Кре́шо Бе́ляк (хорв. Krešo Beljak, нар. 22 серпня 1971) — хорватський політик, голова Хорватської селянської партії (ХСП), мер Самобора з 2009, депутат хорватського парламенту з 2016.

## Життєпис
Народився у словенському місті Брежиці. Закінчивши початкову школу ім. Янка Мішича в Самоборі, вступив у Загребі до Освітнього центру автоматизації, енергетики та технології виробництва ім. Ніколи Тесли. Здобувши там середню освіту, вступив на природничо-математичний факультет Загребського університету, ставши вчителем географії.
У 1990—1992 роках брав участь у війні Хорватії за незалежність як боєць 15-ї Самоборської бригади, за що був відзначений Пам'ятною медаллю за Вітчизняну війну.
1999 році затриманий за 4 незаконні проникнення в автомобілі, внаслідок яких заволодів коштами в розмірі 1750 кун. У березні 2002 року Загребський окружний суд виніс йому вирок позбавлення волі на 8 місяців із відстрочкою виконання на три роки. Сам Беляк пояснював цю справу юнацькою дурістю і зізнався, що це його «вакцинувало проти майбутніх дурниць».
У 1999—2002 роках жив і працював у ФРН.
Працював учителем географії у Самоборському середньому професійному училищі до 2008 року, коли перейшов на посаду професійного радника у природоохоронне управління Загребської жупанії.
До вступу в члени ХСП у лютому 2003 року політикою не займався. Того ж року обраний до Самоборської міської ради, а 2009 року став мером цього міста. У 2006 році очолив місцеві осередки ХСП, а 2012 року йому довірили посаду заступника голови цієї політичної сили.
У березні 2016 року обраний новим головою ХСП, перемігши в голосуванні тодішнього керівника партії Бранка Хрга.
Розірвавши коаліцію з ХДС, приєднався зі своєю політсилою до партійного альянсу, що згуртувався навколо СДПХ. На дострокових виборах 2016 року виборов мандат депутата хорватського парламенту. 2020 року успішно переобраний на другий депутатський строк.
2016 року закінчив аспірантуру із зовнішньої політики та дипломатії на факультеті політології Загребського університету.
Проживає з дружиною і трьома дітьми в Самоборі. Вільно володіє англійською та німецькою мовами.